# 리비아 상륙작전
《리비아 상륙작전》(To The Shores Of Tripoli)은 미국에서 제작된 H. 브루스 험버스톤 감독의 1942년 영화이다. 존 페인 등이 주연으로 출연하였고 대릴 F. 자눅 등이 제작에 참여하였다.

## 출연

### 주연
- 존 페인
- 모린 오하라

### 조연
- 랜돌프 스코트
- 낸시 켈리
- 윌리엄 트레이시
- 맥스 '슬랩시 맥시' 로즌브룸
- 해리 모건
- 러셀 힉스
- 마이너 왓슨
- 앨런 헤일 주니어
- 리처드 레인

## 기타
- 협력프로듀서: 밀튼 스펄링
- 의상: 그웬 웨이크링